# Вавилонская башня (сайт)
«Вавилонская башня» — интернет-проект, посвящённый сравнительно-историческому языкознанию.

## История
Представители Московской школы лингвистической компаративистики поддерживают сайт «Вавилонская башня», работающий на СУБД Starling, разработанный С. А. Старостиным в 1998 году.

## Этимологические базы данных
Краткий перечень и описание баз данных, представленных на сайте:
Ностратические языки
- Индоевропейские языки
- Алтайские языки
- Уральские языки
- Картвельские языки
- Дравидийские языки
- Чукотско-камчатские языки
- Эскимосско-алеутские языки
- Афразийские языки

Сино-кавказские языки
- Северокавказские языки
- Сино-тибетские языки
- Енисейские языки
- Бурушаски
- Баскский язык
- Языки на-дене

Аустрические языки
- Австроазиатские языки
- Тай-кадайские языки

Койсанские языки
- Сандаве
- Хадза
- Центрально-койсанская семья
- Периферийно-койсанская семья
  - Южнокойсанские (= !кви-таа ~ туу)
  - Жу-ǂхоан

## Участники
Участники:
- Старостин, Сергей Анатольевич
- Дыбо, Анна Владимировна
- Дыбо, Владимир Антонович
- Милитарёв, Александр Юрьевич
- Мудрак, Олег Алексеевич
- Николаев, Сергей Львович
- Пейрос, Илья Иосифович
- Старостин, Георгий Сергеевич
- Столбова, Ольга Валерьевна
- Бенгтсон, Джон
- Рулен, Мерритт
- Ван, Уильям

Университеты и институты:
- Российский государственный гуманитарный университет (Центр компаративистики)
- Еврейский университет в Москве
- Российская академия наук (Историко-филологическое отделение)
- Институт Санта-Фе
- Городской университет Гонконга
- Лейденский университет